# Indemnité de départ
Une indemnité de départ est le plus souvent un montant versé à un ex-salarié à titre de compensation à la suite de son licenciement sans son accord préalable et même s'il n'a commis aucune faute professionnelle. Elle peut aussi être versée à un salarié qui prend sa retraite. L'indemnité peut comprendre :
- un montant proportionnel au nombre de mois en emploi ;
- un montant pour des journées de vacances, pour des journées fériées ou des journées de maladie  qui n'ont pas été consommées ;
- un montant pour des soins de santé prévus mais pas utilisés ;
- un montant compensatoire pour ne pas avoir été informé dans un délai prescrit par la loi ;
- un montant équivalent au fonds de pension cumulé ;
- des stock options ;
- des commissions de ventes ;
- de l'aide pour rechercher un nouvel emploi ou rédiger un curriculum vitæ[1].